# 沙坦島
沙坦島（英語：Sabtang Island），是位於巴丹群島的島嶼之一，也是群島中最南邊的島嶼，目前由巴丹群島省管轄。島上有許多火山，人口1,637人（2010年5月1日）。
沙坦島與西側的沃荷斯島、德奎島組成薩布唐市。

## 地理
在島的西南沿岸，地勢陡峭下降並入海。

## 行政
島上共分為六個村莊，人口共計1,637人。
- Chavayan (南) - 169
- Malakdang (北) - 245
- Nakanmuan (西北) - 134
- Savidug (東) - 190
- Sinakan (東北) - 552
- Sumnanga (西) - 347

## 位置
島嶼距離沃荷斯島約兩公里、巴丹島約4公里，與臺灣蘭嶼則相距大約200公里左右。